# US Festival
US Festival (US wymawiane jest jako zaimek, nie jako inicjały) – festiwal muzyczno-kulturowy, który odbył się dwukrotnie w południowej części Kalifornii na początku lat 80. Znajdował się ok. 100 km na wschód od Los Angeles, w pobliżu San Bernardino.

## Historia
Lata 70. XX wieku w Stanach Zjednoczonych były okresem „Me” Generation (pol. Moje Pokolenie). Z tego też powodu, Steve Wozniak, wyszedł z intencją zorganizowania festiwalu wspólnie z Billem Grahamem, aby zachęcić pokolenie z lat 80. do zapoznania się z technologią i muzyką rockową. Festiwal po raz pierwszy odbył się we wrześniu 1982 r. w narodowe święto Stanów Zjednoczonych – Labor Day (pol. Święto Pracy). Kolejnym razem odbył się w maju 1983 r., w święto państwowe Memorial Day.
Wozniak wyłożył fundusze na budowę najnowocześniejszej i największej sceny, która stanęła w Glen Helen Regional Park, nieopodal Devore Heights w San Bernardino w Kalifornii, na południu od autostrad stanowych Interstate 15 i Interstate 215.
US Festival był pierwszą implementacją amerykańsko-radzieckiego „telemostu” (U.S.–Soviet Space Bridge), dwukierunkowych połączeń satelitarnych między Stanami Zjednoczonymi a Związkiem Radzieckim. Organizatorzy planowali, żeby sowieccy fani rockowi mogli wejść w interakcję z festiwalem, aby promować życzliwość rywali Zimnej wojny, aczkolwiek w Kalifornii było za ciemno dla kamer, by wychwycić uczestników w trakcie transmisji.

## Labor Day Weekend, 1982

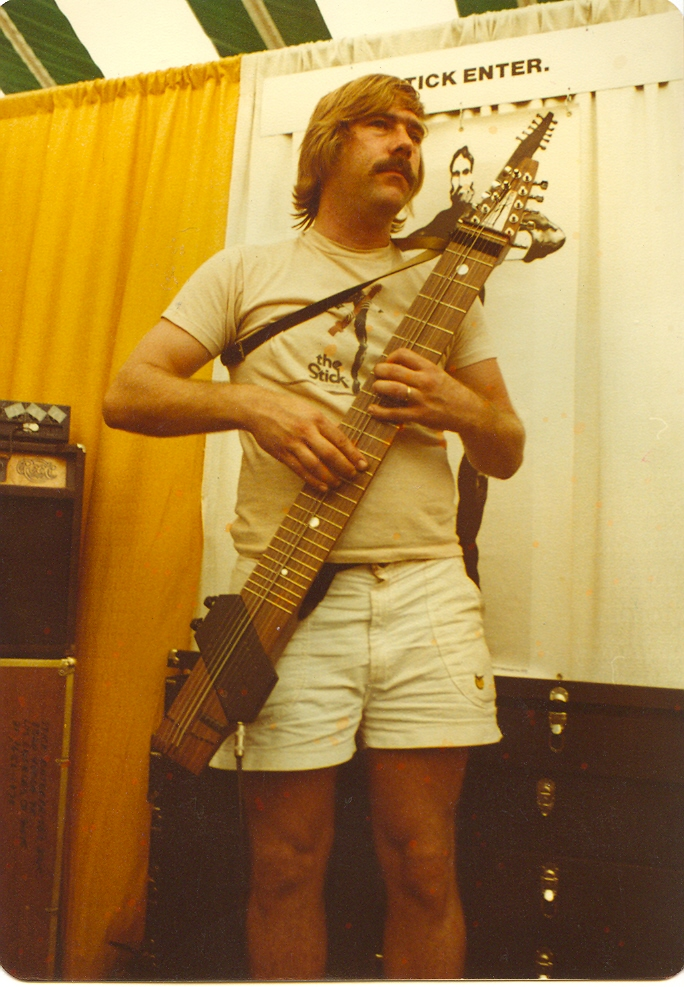
Prezentacja chapman sticka na jednym z wydań festiwali

Festiwal trwał nieprzerwanie przez trzy dni w temperaturze dochodzącej do 43 °C. Zanotowano 36 aresztowań i 12 zgonów z powodu przedawkowania narkotyków. Festiwal kosztował 12 milionów dolarów. W ciągu trzech dni zarejestrowano ok. 400 tys. ludzi. Cena biletu trzydniowego wynosiła 37,50 dolarów (według kursu na 2020 wynosi ok. 100 dolarów).
Wymienione poniżej zespoły są w kolejności, w jakiej miały występy na festiwalu.

### Piątek, 3 września
- Gang of Four
- Ramones
- The English Beat
- Oingo Boingo
- The B-52’s
- Talking Heads
- The Police

### Sobota, 4 września
- Dave Edmunds
- Eddie Money
- Santana
- The Cars
- The Kinks
- Pat Benatar
- Tom Petty & the Heartbreakers

### Niedziela, 5 września
- Grateful Dead
- Jerry Jeff Walker(inne języki)
- Jimmy Buffett i Coral Reefer Band(inne języki)
- Jackson Browne
- Fleetwood Mac

## Memorial Day Weekend, 1983

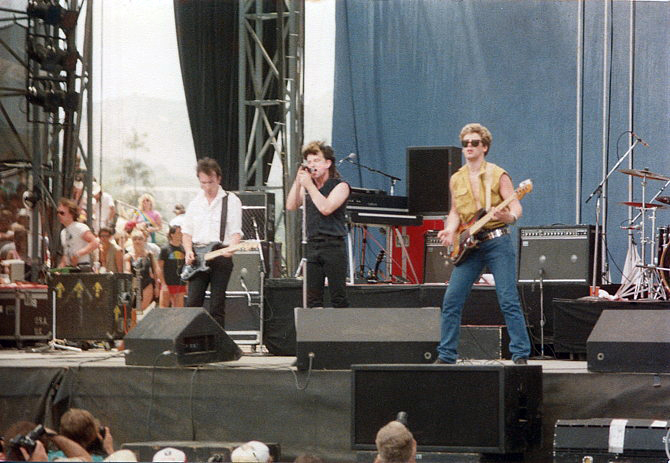
Występ grupy U2

W 1983 roku festiwal zaplanowano także na trzy dni. Jego promotorem był Barry Fey (pochodzący z Kolorado), który wraz ze Steve’em Wozniakiem wydłużył czas trwania festiwalu o dodatkowy tydzień, dodając Country Day (pol. Dzień Country). Frekwencja nie przekroczyła 670 tysięcy osób, co wiązało się dalej ze stratą 12 milionów dolarów. Zarejestrowano 2 zgony. Jedna z osób została pobita kluczem do kół, druga osoba przedawkowała narkotyki.
Wymienione poniżej zespoły są w kolejności, w jakiej miały występy na festiwalu.

### Sobota, 28 maja (Dzieńnowej fali)
- Divinyls(inne języki)
- INXS
- Wall of Voodoo
- Oingo Boingo
- The English Beat
- A Flock of Seagulls
- Stray Cats
- Men at Work
- The Clash

### Niedziela, 29 maja (Dzieńheavy metalu)
- Quiet Riot
- Mötley Crüe
- Ozzy Osbourne
- Judas Priest
- Triumph
- Scorpions
- Van Halen

### Poniedziałek, 30 maja (Dzieńrocka)
- Los Lobos (po drugiej stronie sceny głównej)
- Little Steven & The Disciples of Soul
- Quarterflash
- Berlin
- Missing Persons(inne języki)
- U2
- The Pretenders
- Joe Walsh
- Stevie Nicks
- David Bowie

### Sobota, 4 czerwca (Dzieńcountry)
- Thrasher Brothers
- Ricky Skaggs(inne języki)
- Hank Williams Jr.(inne języki)
- Emmylou Harris & The Hot Band
- Alabama
- Waylon Jennings
- Riders in the Sky(inne języki)
- Willie Nelson

## Nagrania z festiwalu
W 2003 r. zespół muzyczny Triumph wydał swój występ na DVD z US Festival, pt. Live at the US Festival.
W 2011 r. firma Shout! Factory ogłosiła plany na wydanie koncertów na żywo w DVD. Pierwsze dwa nagrania (Willie Nelsona i Waylona Jenningsa) wydano 15 listopada 2011 roku. Trzecie nagranie, zespołu Quiet Riot, zostało wydane 27 marca 2012 roku.
18 września 2012 r., Shout! Factory wydało nagranie zespołu English Beat, pt. „The English Beat: Live At The US Festival, ’82 & ’83” na CD i DVD.
19 listopada 2013 r., Icon Television Music wydało trzy dni z US Festival z 1983 r. w iTunes. To jest jedynie wydanie, które zostało z autoryzowane przez Steve’a Wozniaka i Unuson Corporation.
Judas Priest, w swoją 30. rocznicę wydania albumu Screaming for Vengeance, dodało nagranie DVD swojego koncertu z dnia heavy metal z 1983 roku.